# Nikoła Mitkow
Nikoła Mitkow, maced. Никола Митков (ur. 18 grudnia 1971) – macedoński szachista, arcymistrz od 1993 roku.

## Kariera szachowa
W 1988 r. zwyciężył w turnieju juniorów do lat 18 w Sas van Gent, natomiast w 1990 i 1991 r. dwukrotnie reprezentował Jugosławię w mistrzostwach świata juniorów do lat 20. W 1991 r. podzielił I m. (wspólnie z Nuchimem Raszkowskim) w Skopju, w 1994 r. triumfował w Nicei, w 1995 r. podzielił III m. w memoriale Jose Raula Capablanki (turniej B) w Matanzas (za Gilberto Hernandezem i Luisem Galego, wspólnie z Walterem Arencibią) oraz znalazł się wśród zwycięzców turnieju w Elgoibarze (wspólnie z m.in. Felixem Izetą Txabarrim i Danielem Camporą). W następnym roku zajął I m. w Cienfuegos (memoriał Capablanki, turniej B) i podzielił I m. w Cannes (wspólnie z Miso Cebalo, Michaelem Oratovskim i Nino Kirowem) w 1997 r. triumfował w Orense, w 2000 r. podzielił II m. w Barberze (za Władimirem Georgiewem) i w Lizbonie (za Hannesem Stefanssonem). W 2002 r. zdobył złoty medal w indywidualnych mistrzostwach Macedonii oraz podzielił I m. w Lido Estensi (wspólnie z m.in. Viorelem Iordachescu i Igorem Jefimowem), w 2003 r. podzielił I m. w Novej Goricy (wspólnie z Dusko Pavasoviciem, Władysławem Niewiedniczym oraz Zvonimir Mestroviciem), zwyciężył również w Selestat. W 2006 r. podzielił I m. w Santo Domingo (wspólnie z Ramonem Mateo i Jaanem Ehlvestem). W 2008 r. odniósł kolejne sukcesy, zwyciężając w otwartych turniejach w La Vedze i Aguascalientes.
Od 1994 r. jest podstawowym zawodnikiem reprezentacji kraju. Do 2006 r. wziął udział we wszystkich w tym okresie rozegranych siedmiu szachowych olimpiadach (w tym 6 razy na I szachownicy), natomiast pomiędzy 1997 a 2007 r. – pięciokrotnie na drużynowych mistrzostwach Europy. Poza tym w 2001 r. wystąpił w narodowej drużynie na rozegranych w Erywaniu drużynowych mistrzostwach świata.
Najwyższy ranking w karierze osiągnął 1 stycznia 2001 r., z wynikiem 2587 punktów zajmował wówczas 2. miejsce (za Tonim Najdoskim) wśród macedońskich szachistów.